# アニメイトガールズフェスティバル
アニメイトガールズフェスティバル（英: Animate Girls Festival）は、アニメイトガールズフェスティバル実行委員会が開催する、女性向けのアニメやゲームなどのグッズの物販イベントである。公式略称「AGF」。
限定グッズ販売や、コラボフード出店のほか、人気声優によるイベント実施など、数多くの催事が行われる日本最大規模のアニメ系イベントの一つである。2010年10月9日・10日に初めて池袋サンシャインシティにて開催された。年々規模を拡大し、2015年からは豊島区主催「池袋オータムカルチャーフェスティバル」の一環として参画しており、池袋サンシャインシティ内の【Red AREA】【Blue Area】【Green Area】【White AREA】【Yellow AREA】といった５つのエリアをメイン会場として、現在は、池袋の街全体で様々なイベントを開催している。2015年には、コスプレイベント『acosta! in AGF2015』も同時開催され、2日間で過去最大の来場者数62,894人を動員した。

## 開催履歴
| 回数 | 開催年月日            | 全体来場者数 | 備考                              |
| ---- | --------------------- | ------------ | --------------------------------- |
| 1    | 2010年10月9日 - 10日  |              |                                   |
| 2    | 2011年9月23日 - 24日  |              |                                   |
| 3    | 2012年11月17日 - 18日 |              |                                   |
| 4    | 2013年11月2日 - 3日   |              |                                   |
| 5    | 2014年11月8日 - 9日   | 約37,000人   |                                   |
| 6    | 2015年11月7日 - 8日   | 62,894人     |                                   |
| 7    | 2016年11月5日 - 6日   | 77,155人     |                                   |
| 8    | 2017年11月3日 - 4日   | 86,293人     |                                   |
| 9    | 2018年11月10日 - 11日 | 90,054人     |                                   |
| 10   | 2019年11月9日 - 10日  | 100,355人    |                                   |
| 11   | 2020年11月7日 - 8日   | 14,974人     | 「AGFあおぞらマルシェ」として開催 |
| 12   | 2021年11月6日 - 7日   |              |                                   |
| 13   | 2022年11月5日 - 6日   | 188,816人    | リアル・オンライン合わせての人数  |
| 14   | 2023年11月3日 - 4日   | 109,238人    |                                   |

## 歴史

### 2010年
記念すべき第1回目の開催。池袋サンシャインシティ文化会館2F　Dホールのみで開催される。出展ブースは、ゲーム・ホビー・オーディオビジュアルゾーン、ボーイズラブゾーン、コスプレゾーンにエリアが分けられる。コスプレができる範囲は会場内のみ。メインステージは会場内に設置される。

### 2011年
第一会場（ワールドインポートマート4階Aホール）と第二会場（文化会館4階Bホール）に規模を拡大しての開催。第一会場には、カフェゾーンが設けられ、キャラ焼印入り大判焼きなどが販売される。サテライト会場として、ナムコ・ナンジャタウン、アニメイト、ACOS池袋本店も追加され、ナムコ・ナンジャタウンへのコスプレでの行き来が可能となるほか、各会場を回るスタンプラリーが開催される。

### 2012年
会場内のエリア名称がとなる。ナムコ・ナンジャタウン、AGF SHOP（アニメイト旧池袋本店）がサテライト会場となる。メイン会場内には、メインステージに加え、ミニステージも設置されトークライブだけでなく、サイン会やお渡し会などが開催される。

### 2013年
【Red AREA/Blue AREA】（ワールドインポートマート4階Aホール）、【Green AREA】（文化会館4階Bホール）に、【Yellow AREA】（文化会館2階Dホール）が加わり、メイン会場が拡大される。サテライト会場として、豊島区民センターには、メインステージが、アニメイト池袋本店9Fにはミニステージが設置される。コスプレゾーンは、大幅に拡大され、メイン会場内だけでなく、サンシャイン広場、東池袋中央公園、アニメイト池袋本店までのルートもコスプレ可能エリアとなる。

### 2014年
メイン会場に、【White AREA】（文化会館3階Cホール）が加わり、会場が拡大したことにより、出展団体数が100を超え、来場者数も過去最高の3万人を達成する。初のファストチケット制度が導入される。メインステージは【Green AREA】に設置され、さらに、池袋サンシャインシティアルパB1Fの噴水広場でもサテライト会場として、ステージイベントが開催される。コスプレエリアは、中池袋公園、東池袋中央公園、サンシャイン広場だけでなく、サンシャイン水族館やサンシャイン展望台など、様々な場所での移動、撮影が可能となる。また、AGF5周年を記念したオリジナル企画として、リアル乙女ゲーム『恋するAGF』が開催される。

### 2015年
豊島区主催の「池袋オータムカルチャーフェスティバル 」に参画。豊島区民センター、豊島公会堂、中池袋公園、 WACCA IKEBUKUROといった施設がサテライト会場に加わり、サンシャインシティに限らず、池袋の街中に開催場所を拡大。コスプレイベント『acosta! in AGF2015』が同時開催される。前売りチケットが初の抽選販売となり、ファストチケット、一般チケット、午後チケットと3種のチケットで、時間指定・整理番号順の入場となる。中池袋公園では、声優とコラボしたフードが販売され、下野紘の考案した唐揚げに朝から行列ができるなど好評を博す。JTBにより、ファストチケット付きツアーが初めて組まれ、『ツキウタ。』コラボの宿泊プランなどが販売される。期間中は、池袋の飲食店とコラボし、スペシャルコースターのプレゼント施策も行われ、街中全体が賑わう結果となる。街中では他にもコスプレイヤーによる清掃活動や、池袋の献血ルームとアニメ「DIABOLIK LOVERS MORE,BLOOD」の「コラボ献血」も実施され、社会貢献活動としても評価される。

### 2016年
アニメイト30周年を記念し、新たに『acosta! in AGF2016』で初のコスプレランウェイが行われた。ほかにも、2日間かけてイラストを完成させるライブペインティングや、アニメイトの歴史がわかる企画展示や、2015年も人気を博した「声優コラボフード」や「コラボネイル」体験会、池袋の献血ルームとの「コラボ献血」なども実施された。

### 2020年
新型コロナウイルス感染症拡大の影響により、これまでの開催方式では困難と判断され、「AGFあおぞらマルシェ」として開催。オンライン上でも同時に開催された。